# Mitrula paludosa
Espèce
Synonymes
- Clavaria epiphylla Dicks.[2]
- Clavaria phalloides Bull[2]
- Leotia epiphylla (Dicks.) Hook.[2]
- Leotia uliginosa Grev.[2]
- Mitrula norvegica Rostr.[2]
- Mitrula phalloides (Bull. ex Fr.) Fr.[2]
- Mitrula phalloides (Bull.) Chevall.[2]

La Mitrule des marais, Mitrula paludosa, est un champignon ascomycète de la famille des Sclérotiniacées.

#### Publication originale
(la) Elias M. Fries, chap. XVII « MITRULA. Fries. », dans Systema mycologicum : Sistens fungorum ordines, genera et species, huc usque cognitas, quas ad normam methodi naturalis determinavit, disposuit atque descripsit, vol. 1, Ex Officina Berlingiana, 1821, 520 p. (OCLC 25000794, DOI 10.5962/bhl.title.5378, présentation en ligne, lire en ligne), p. 412